# Fernando Suárez Bilbao
Fernando Suárez Bilbao (1964) es un historiador del derecho, medievalista y jurista español, rector de la Universidad Rey Juan Carlos entre 2013 y 2017.

## Biografía
Nacido en 1964, es hijo del historiador y académico Luis Suárez Fernández. Nombrado catedrático de Historia del Derecho y de las Instituciones de la Universidad Rey Juan Carlos en julio de 2008, es además rector de dicha universidad de 2013 a 2017, al resultar electo en las elecciones de julio de dicho año, sustituyendo en el cargo a Pedro González-Trevijano, bajo cuyo mandato y desde 2003 ya había sido vicerrector en varias áreas.
En 2013 también fue nombrado director de la revista Anuario de Historia del Derecho Español por el entonces ministro de Justicia, Alberto Ruiz-Gallardón.
El 23 de noviembre de 2015, Suárez fue elegido vocal de la Conferencia de Rectores de las Universidades Españolas (CRUE), formando parte del equipo del único candidato, y rector de la Universidad de Extremadura, Segundo Píriz Durán. Tanto dentro de este órgano como en la Conferencia de Rectores de las Universidades Madrileñas (CRUMA), Suárez se ha mostrado crítico hacia los recortes en la financiación universitaria, así como hacia el sistema de tasas universitarias. En 2017 fue sucedido por Javier Ramos López como rector de la Universidad Rey Juan Carlos, cargo actualmente ocupado por Abraham Duarte.

### Acusación de plagio
En noviembre de 2016, prensa escrita y medios digitales se hicieron eco de diversos plagios de Suárez Bilbao, que habría copiado páginas de otros autores en varias obras suyas. En un artículo sobre las Cortes de Cádiz y la Iglesia, Suárez Bilbao habría copiado 43 de 45 páginas, incluyendo conclusiones y erratas. A raíz de las noticias publicadas, Suárez emitió un comunicado en el que mencionaba la posibilidad de errores humanos, denominados por él «disfunciones», disculpándolos por el, según él, bajo beneficio económico que obtendría por sus publicaciones.

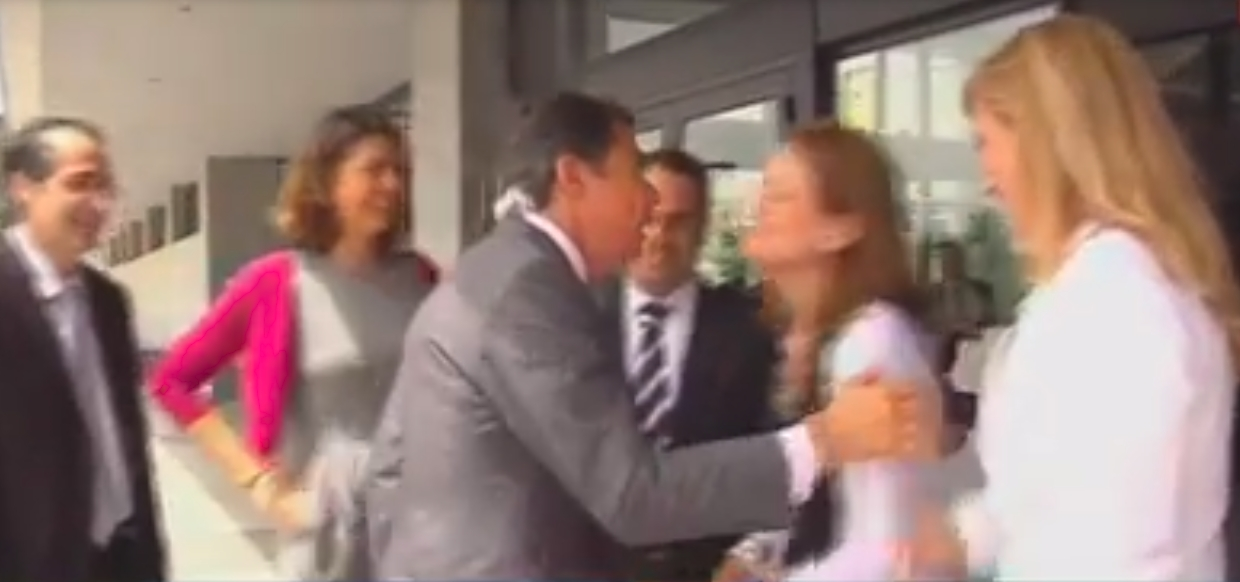
Suárez Bilbao (izquierda), junto con Lucía Figar, Ignacio González, Daniel Ortiz y Cristina Cifuentes durante el acto de su toma de posesión como rector de la URJC celebrado en agosto de 2013.

En diciembre de 2016, cinco de los autores plagiados (Miguel Ángel Aparicio, Carlos Barros Guimerans, Ignacio Fernández Sarasola, Emilio La Parra López y Luis Barbastro) exigieron la destitución del rector y la intervención del Ministerio de Educación a través de la Dirección General de Universidades, la Conferencia de Rectores y la Comunidad de Madrid. Esta institución (la Comunidad de Madrid) se desvinculó del asunto, apelando a la autonomía universitaria.
La Universidad de Barcelona, como coeditora de uno de los libros plagiados (El status del Poder judicial en el constitucionalismo español (1808-1936)), encargó un informe pericial sobre el supuesto plagio. El informe concluyó que «De las 180 páginas del libro del Dr. Miguel Ángel Aparicio, 111 han sido utilizadas por el Dr. Suárez Bilbao» y que «Los artículos firmados por el Dr. Suárez son una copia sustancial, literal, total, consciente y mecánica. La obra del Dr. Suárez es una usurpación clara e inequívoca del texto del Dr. Aparicio».
El asunto tuvo repercusión internacional y la agencia France Presse se hizo eco de la noticia, así como la cadena BBC.
El 15 de diciembre de 2016, Fernando Suárez fue expulsado como vocal en la CRUE, a instancia del presidente de la Conferencia, Segundo Píriz.

### Imputación por irregularidades del Máster en Derecho Autonómico
Fernando Suárez Bilbao ha pasado a ser investigado por la juez Carmen Rodríguez-Medel en relación con las convalidaciones irregulares de diversas asignaturas del máster en Derecho Autonómico que dirigió el catedrático Enrique Álvarez, cursado por Pablo Casado y Cristina Cifuentes entre otras personas.

## Obras
Una de sus primeras obras es Enrique III, 1390-1406 (Diputación Provincial de Palencia, 1994), una biografía del monarca Enrique III de Castilla. Más adelante publicaría Los ciudadanos y la justicia. Evolución histórica del proceso civil (Centro de Estudios Ramón Areces, 2006), de derecho contemporáneo, obra de la que Manuel J. Peláez (catedrático de Historia del Derecho y las Instituciones de la Universidad de Málaga) critica su escasa calidad, achacándola a la formación como medievalista de Suárez Bilbao. En 2013 apareció 1096, Los orígenes del antisemitismo en Europa (Dykinson, 2013), en la que hace un análisis del antisemitismo europeo centrado en las masacres de judíos de 1096, considerado un estudio «sólido» y «pormenorizado» por Cástor Miguel Díaz Barrado, catedrático de Derecho Internacional Público y Relaciones Internacionales de la propia Universidad Rey Juan Carlos.
Otros libros publicados en exclusividad son:
- Las ciudades castellanas y sus juderías en el siglo XV (Caja de Madrid, 1995)
- Un cambio institucional en la política interior de los Reyes Católicos: la Hermandad General (Universidad Complutense, 1998)
- El fuero judiego en la España cristiana: las fuentes jurídicas (siglos V-XV) (Dykinson, 2000)
- Génesis de una institución colegial: La Congregación y Colegio de Abogados de la Corte de Madrid (1596-1732) (Dykinson, 2005)
- De Jerusalem a Roma: la historia del judaísmo al cristianismo (de 272 a. C. a 392 d. C.) (Ariel, 2006)
- El origen de un estado: Toledo, 1480 (Sanz y Torres, 2009)

Ha sido también coordinador de textos como Estado y territorio en España, 1820-1930, la formación del paisaje nacional (Los Libros de la Catarata, 2007), junto a Joaquín del Moral y Juan Pro Ruiz, o Los fueros de Sepúlveda y las sociedades de frontera (Dykinson, 2008), junto a Andrés Gambra Gutiérrez.